# Duffelcoat

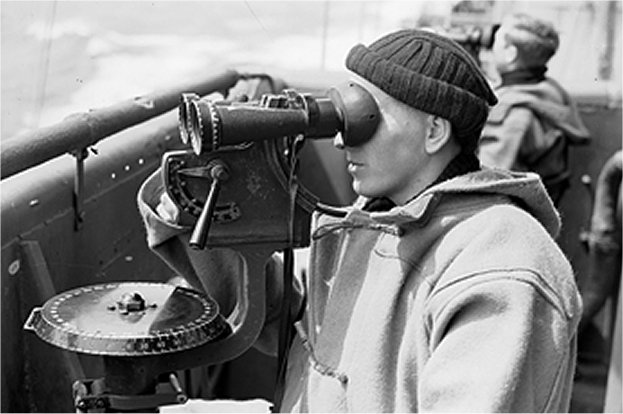
Britský námořník v duffelcoatu

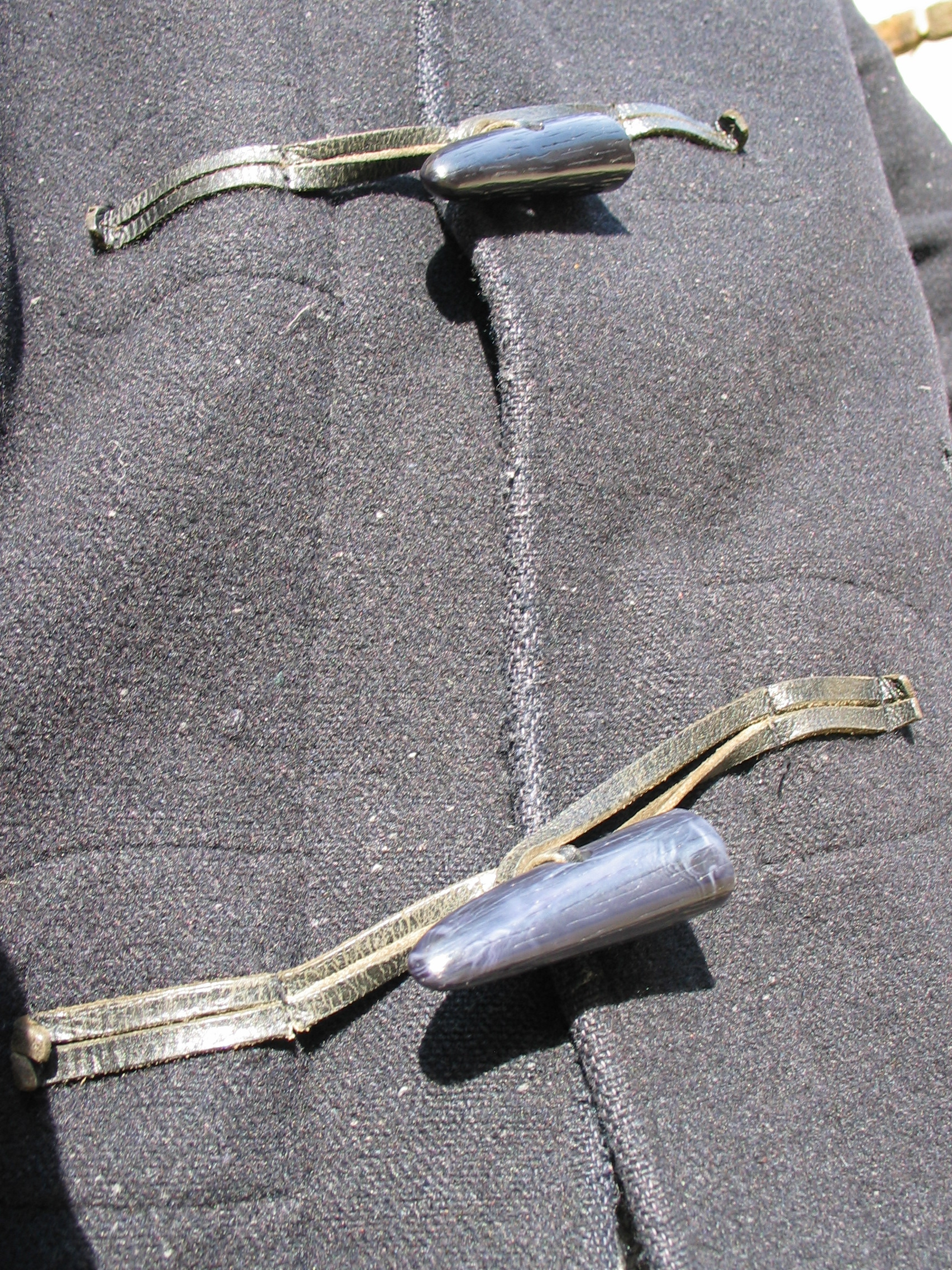
Dvě přední olivky

Duffelcoat, též duffle coat či duffel coat, je vlněný kabát z velbloudí srsti a s olivkami místo knoflíků. Jako jediný z klasických svrchníků je opatřen kapucí.
Výrazem duffle se v angličtině označuje silná, hrubá, houňovitá vlněná látka. Její název je odvozen od vlámského města Duffel ležícího nedaleko Antverp.
Je to jediný model klasického kabátu s kapucí, který se vyrábí od roku 1890. Ve Velké Británii mu také říkají termínem monty coat – podle přezdívky britského polního maršála Bernarda Montgomeryho, který často tento kabát nosil.
Charakteristickými rysy duffle coatu jsou kapuce, velké našité kapsy, překrytí na ramenou, podélné dřevěné nebo kostěné olivky, dále poutka z kůže nebo textilní šňůry (díky takovým doplňkům lze duffle coat pohodlně zapínat a rozepínat v rukavicích). Kromě toho jsou mnohé duffle coaty ušity z dvouvrstvé látky, vnitřní část které je obarvena do vzoru skotské kostky. Velká část složení látky (70–80%) připadá na vlnu, zbylý podíl na syntetiku. Mimochodem, někdy se můžeme setkat s drahými duffle coaty ze 100% vlny, někdy i s levnými modely, složenými z více než 50 % syntetiky.
Duffle coat je především pánský kabát, i když se dnes vyrábějí i dámské modely.

## Historie
Tento plášť se začal používat až asi v 18. století. Za předchůdce jeho střihu bývá někdy považována mnišská kutna, čímž se vysvětluje jeho kapuce. Jindy se coby předchůdce duffelcoatu uvádí takzvaný „polský kabát“, který se zapínal na olivky a byl oblíbený v první polovině 19. století.
Duffelcoat se do širšího povědomí podobně jako řada jiných kabátů dostal díky britskému královskému námořnictvu, které jej za 1. světové války zařadilo do své výstroje, protože kapuce a tlustá vlněná látka chránily mužstvo před větrem a nepřízní počasí, zatímco dřevěné olivky se dobře zapínaly a rozepínaly i námořníkům, kteří měli v chladném počasí na rukou silné rukavice. V době před 2. světovou válkou prošel svrchník menší úpravou a během války se opět osvědčil. Britští námořníci jej nazývali „konvojový kabát“.
O popularitu svrchníku se za války postaral zejména velitel britských a spojeneckých jednotek polní maršál Bernard Montgomery, který si ho velmi oblíbil a nosil jej jako výraz svého ztotožnění s vojáky, jimž velel. Proto se duffelcoatu v armádě přezdívalo „Monty coat“ (Montyho kabát).
Počátkem 50. let začala britská armáda ve velkém rozprodávat za velmi rozumné ceny přebytečný výstrojní materiál civilnímu obyvatelstvu. Duffelcoat se tak v 50. a 60. letech stal oblíbenou svrchní částí oděvu pro chladné zimní dny, a to nejen ve Velké Británii. Například ve Francii si jej rychle oblíbili zejména školáci, studenti a intelektuálové.
Této příležitosti se rychle chytila britská společnost Gloverall, která začala v roce 1954 vyrábět vlastní verzi duffelcoatu. Vyrábí ho v mírně obměněné podobě dodnes. Byla to právě firma Gloverall, kdo přišel na trh s koženými poutky, olivkami z rohoviny a kostkovanou podšívkou.
Dnes se tento kabát nešije pouze v klasické tmavomodré a béžové barvě, ale i v řadě dalších odstínů, například v tmavozelené, tmavohnědé, vínové či tmavě žluté. Rovný střih, kapuce a neobvyklé zapínání na olivky mu dodávají sportovní charakter.

## Druhy duffle coatů[5]
Duffle coaty můžeme klasifikovat podle barev, délky, doplňků a některých dalších parametrů. Nejklasičtější barvou tohoto kabátu je béžová nebo, jak jí říkají v Anglii, velbloudí (camel).  Kromě toho ke klasice patří tmavě modré, hnědé a šedé duffle coaty. Některé současné modely jsou obarveny výraznějšími barvami, lze se setkat dokonce i s červenými a oranžovými exempláři.  
První duffle coaty byly poměrně krátké, ale během druhé světové války byly populárnější delší modely, dosahující přibližně po kolena. Takovou délku dnes můžeme nazvat klasickou, ale v prodeji jsou i výrazně kratší modely. Kromě toho některé firmy vyrábějí i prodloužené duffle coaty pro vysoké lidi nebo pro ty, kteří mají rádi delší kabáty.
Doplňky pro klasické duffle coaty se dělají ze dřevy (zapínání) a juty (poutka). Modernější modely jsou často vybaveny zapínáním z rohů a koženými poutky. U levnějších, masově vyráběných duffle coatů je zapínání obvykle vyrobeno z plastu a poutka mohou být z umělých materiálů.

## Pravidla nošení
Duffle coat je jedním z nejméně formálních modelů kabátu a se strohým oděvem typu pracovních obleků neharmonizuje dobře. Na druhé straně může duffle coat dobře vypadat s neformálními obleky ze vzorovaných materiálů (například z tvídu), dále s džínami, silnými plátěnými kalhotami, trikotážními věcmi a s různými samotnými kalhotami: z manšestru, tvídu, flanelu. Jako doplněk můžeme zvolit vlněné nebo kašmírové šály, pletené nebo tvídové čepice.
Mezi modely obuvi, které se velmi dobře hodí k duffle coatům patří střevíce a boty s otevřeným šněrováním (derby). Oxfordy (modely s uzavřeným šněrováním) budou na místě pouze v tom případě, mají-li velké množství dekorativní perforace (tj. pokud jsou to brogy).  Dobrou volbou mohou být i monky, také boty chukka. Boty chelsea budou méně vhodné. Tenisky a kecky vypadají s duffle coaty obvykle poněkud cizorodě, stejně tak jako i loafery.
Spektrum situací, kdy duffle coat vypadá vhodně, je poměrně široké. Tento kabát si lze obléci, když se vypravíte na procházku, výlet nebo setkání s přáteli, za město nebo dokonce větší výlet. Nicméně se nehodí pro nějaké oficiální situace, protože vypadá příliš neformálně a nenuceně.

## Výrobci duffle coatů
Duffle coaty nabízejí mnozí výrobci, zdaleka ne všechny ze Spojeného království. Mezi britské firmy, které se na duffle coaty specializují patří Gloverall, Original Montgomery, London Tradition a British Duffle. Kvalitní duffle coaty ve vyšší cenové hladině vyrábí Burberry. Cenově přijatelné varianty nabízí H&M, ZARA, GAP, Mango a další masově vyráběné značky.  